# James Hession
James M. Hession (* 5. November 1912 im County Galway, Irland; † 12. Januar 1999) war ein irischer Politiker der Fine Gael. Er war von 1951 bis 1957 Teachta Dála (Abgeordneter) im Dáil Éireann.

## Biografie
Hession arbeitete als Solicitor. Er wurde bei den Wahlen 1951 im Wahlkreis Galway North in den Dáil gewählt. Diesen Sitz konnte er bei den Wahlen 1954 halten. Diesen Sitz verlor er jedoch bei den Wahlen 1957.

## Quelle
- Eintrag auf der Homepage des Oireachtas